# Ó choàng đen
Accipiter melanochlamys là một loài chim trong họ Accipitridae.